# Weithart (Waldgebiet)

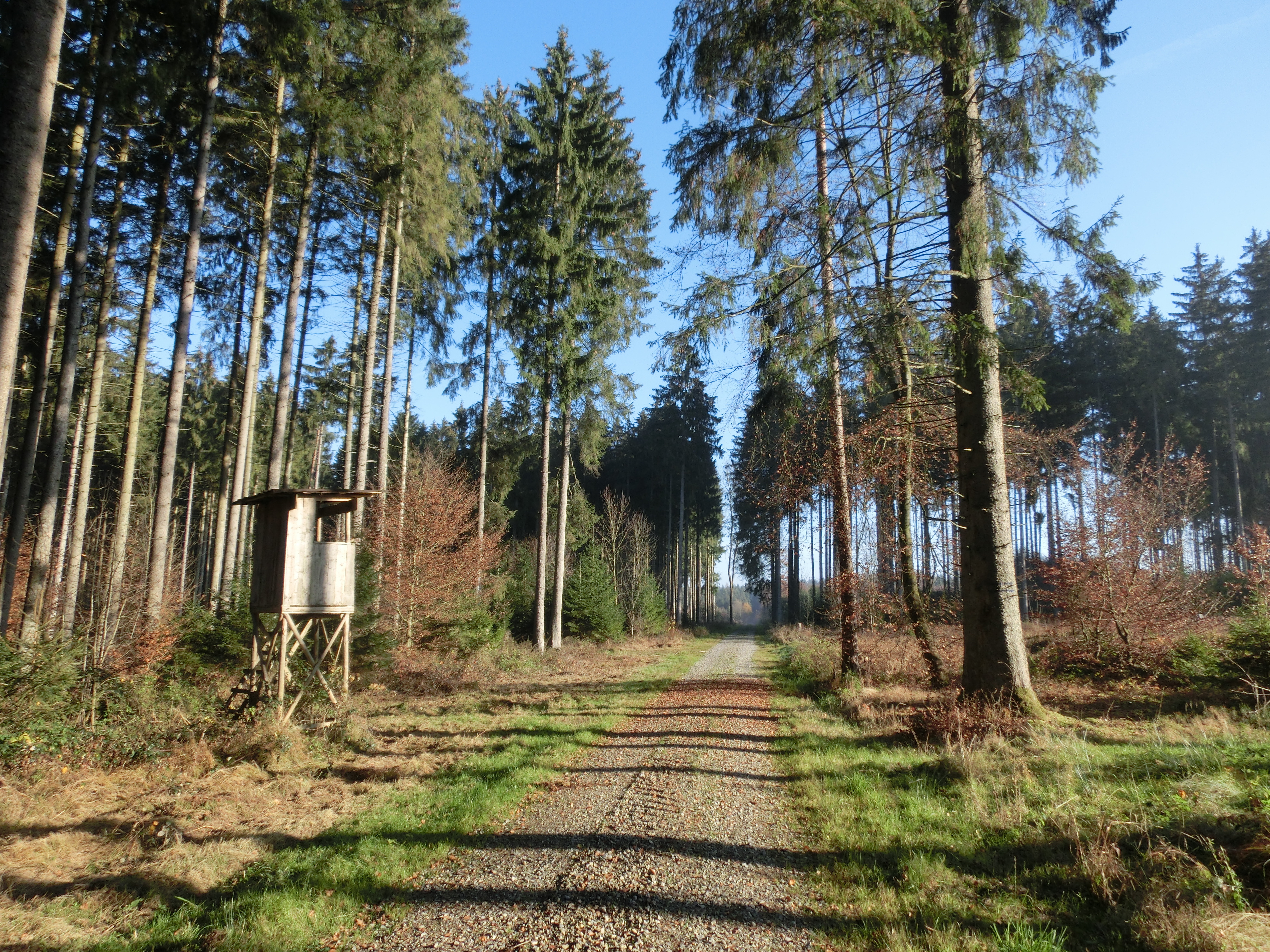
Im Mengener Stadtwald

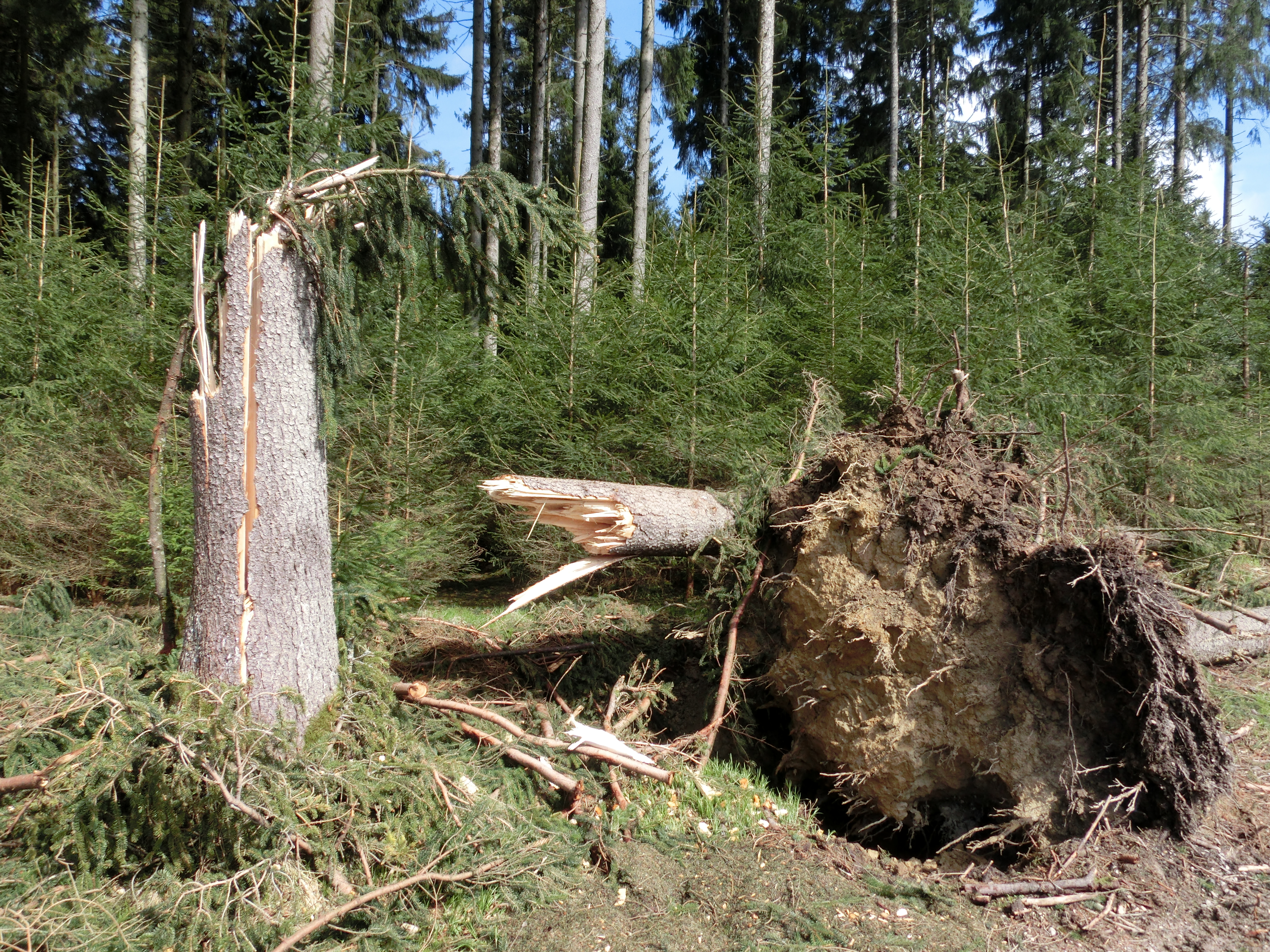
Sturmschaden in Folge des Orkans Niklas im Pfullendorfer Spitalwald; April 2015

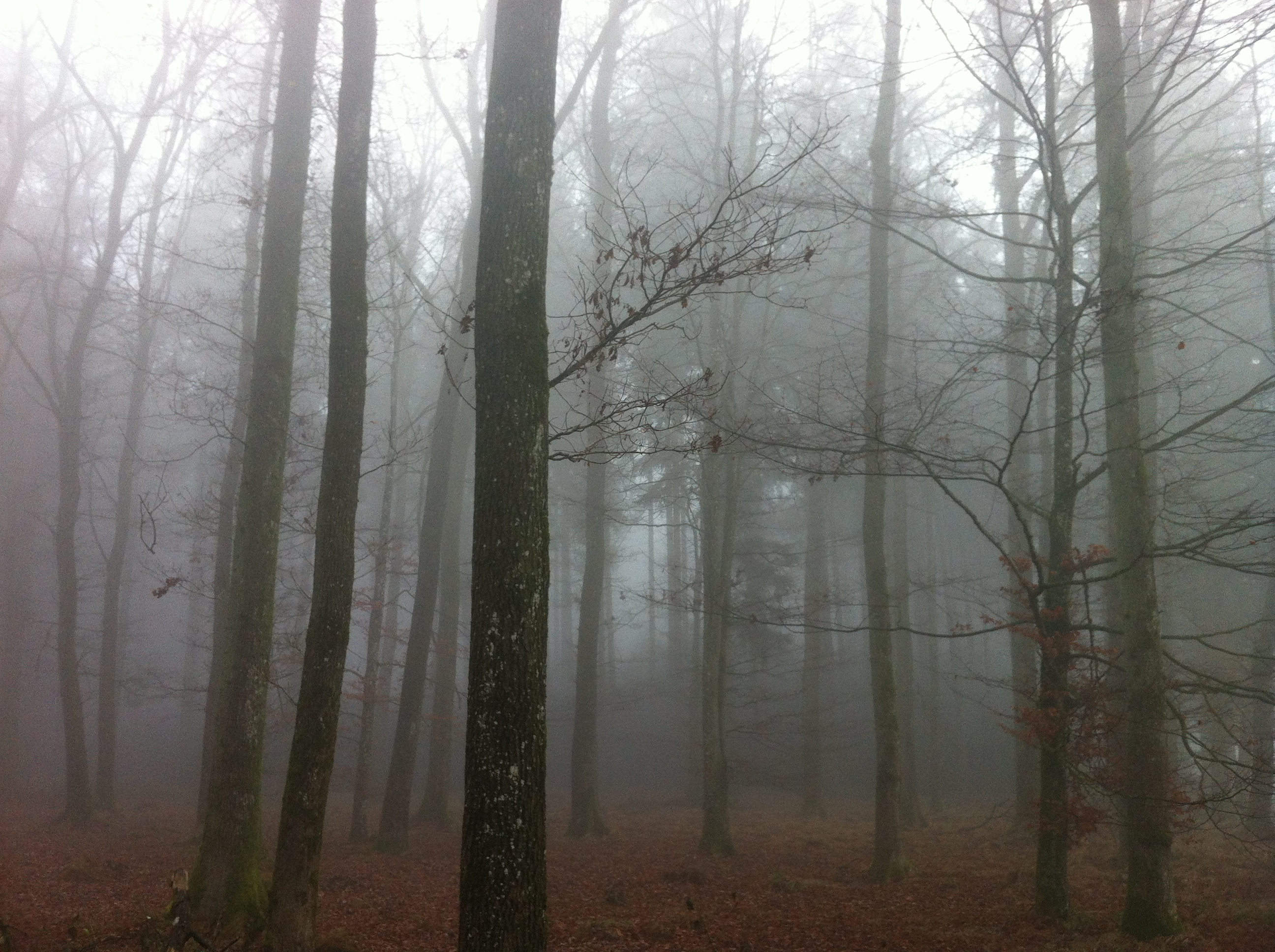
Herbst im Pfullendorfer Spitalwald

Der Weithart ist ein Waldgebiet im Bereich der Gemeinden Krauchenwies und Ostrach sowie der Städte Mengen und Pfullendorf im baden-württembergischen Landkreis Sigmaringen in Deutschland.

## Name
Wie bei der Deutung des Namens vielfach angenommen wird, ist der Weithart nicht der „weite Hart“. „Wit“ oder „Weit“ und „Hart“ sind uralte Bezeichnungen für „Wald“ oder „Holz“. Die Bedeutungen der Wörter waren denen, die sie zu „Weit-Hart“ (= „Wald-Wald“) zusammensetzten, wohl nicht mehr bekannt. – Ein ehemaliger Name des Weithart war Mitte des 15. Jahrhunderts „Huserhart“.

## Geographie

### Lage
Das rund 21,2 Quadratkilometer große Waldgebiet erstreckt sich in einer maximalen Nord-Süd-Ausdehnung von rund zehn Kilometern und fünfeinhalb Kilometern in Ost-West-Richtung südlich von Mengen und seinem Ortsteil Rulfingen, westlich des Mengener Ortsteils Rosna sowie der Ostracher Teilorte Habsthal, Levertsweiler und Magenbuch-Lausheim, nördlich der Pfullendorfer Ortsteile Mottschieß und Schwäblishausen sowie östlich von Krauchenwies und dessen Ortsteil Hausen am Andelsbach.
Landschaftlich gehört der auf einer Höhe zwischen rund 590 m ü. NHN im „Stangenhau“ und 660 m ü. NHN im Krauchenwieser Wald liegende Weithart dem südwestdeutschen Alpenvorland an, dieses wird in Alt- und Jungmoräne unterschieden. Der gesamte Weithart liegt im Bereich der Altmoräne, das heißt, das Ausgangsmaterial zur Bodenbildung entstammt der Riß-Kaltzeit. Nach Rückzug des Eises entwickelten sich aus dem am Grund der Gletscher mitgeführten Erdmaterial die heute rund 200.000 Jahre alten Böden. Die feinen, tonigen Bestandteile haben sich vielfach nach unten verlagert und wasserstauende Schichten gebildet. Als Folge davon sind im Weithart großflächige Stauwasserböden vorhanden.

### Gliederung
Der Weithart ist heute unter den vier Anliegerkommunen Krauchenwies, Mengen, Ostrach und Pfullendorf aufgeteilt.

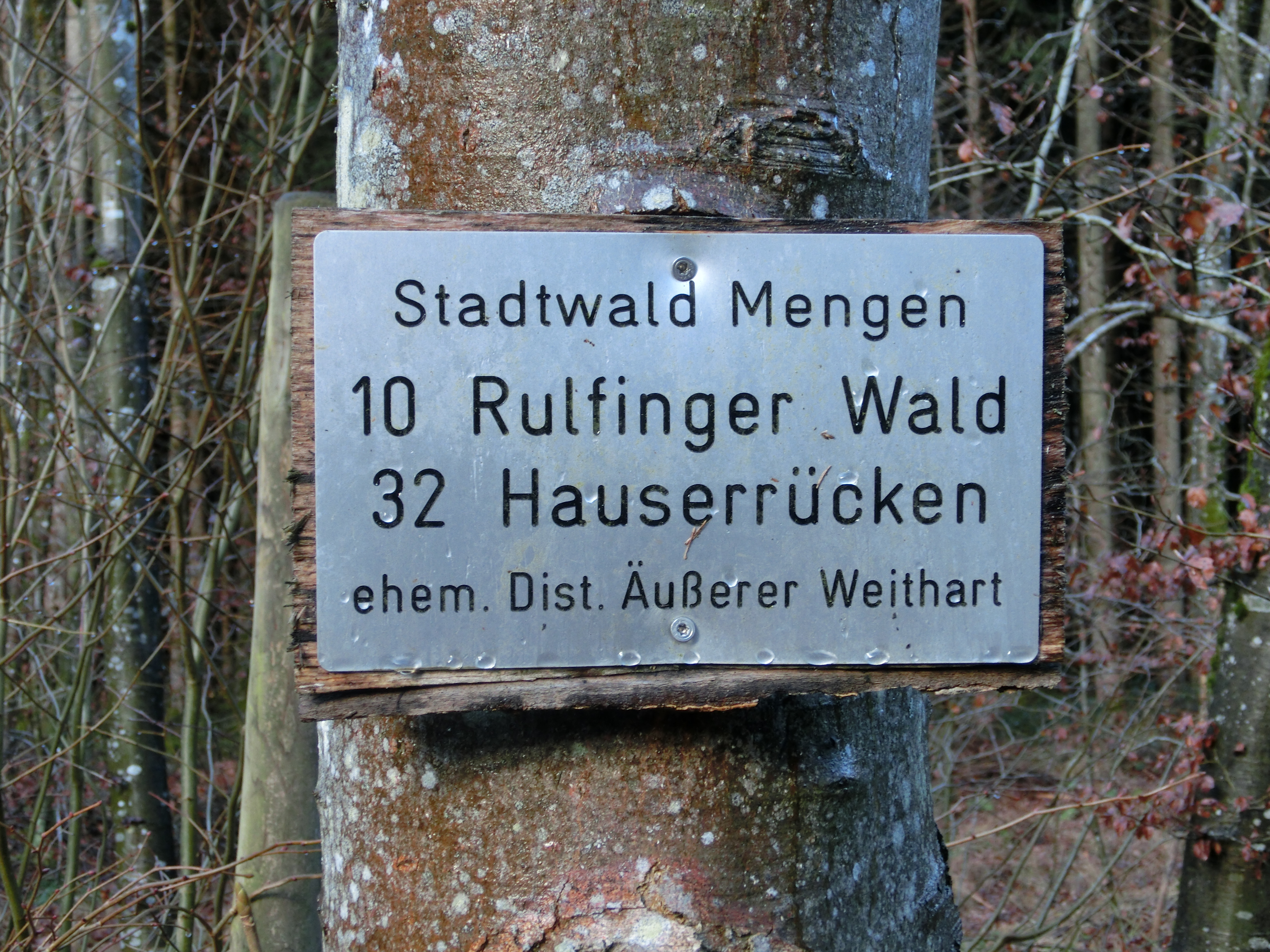
Kennzeichnung im Stadtwald Mengen

| Krauchenwieser Wald                                        |                              |                               |                              |
| Distrikt 7: „Krauchenwieser Weithart“, mit den Abteilungen |                              |                               |                              |
| 1 „Turm“                                                   | 2 „Kreuzhäule“               | 3 „Verbranntes Stück“         | 4 „Mösle“                    |
| 5 „Rosshimmel“                                             |                              |                               |                              |
| Distrikt 8: „Hauser Weithart“, mit den Abteilungen         |                              |                               |                              |
| 1 „Lehmgrube“                                              | 2 „Franzosenschlag“          | 3 „Rossgottsacker“            | 4 „Veris Winkel“             |
| 5 „Hohe Tann“                                              | 6 „Hochrucken“               |                               |                              |
| Distrikt 9: „Stückle“                                      |                              |                               |                              |
| Distrikt 11: „Hauser Hau“ mit den Abteilungen              |                              |                               |                              |
| 1 „Wolfsacker“                                             | 2 „Fuchsbühl“                |                               |                              |
| Stadtwald Mengen                                           |                              |                               |                              |
| Distrikt 6: „Bremer Wald“, mit den Abteilungen             |                              |                               |                              |
| 1 „Unteres Bremerholz“                                     | 2 „Oberes Bremerholz“        | 3 „Vorderer Granerweg“        | 4 „Hinterer Granerweg“       |
| 5 „Vorderer Granerbirken“                                  | 6 „Granerbirken“             |                               |                              |
| Distrikt 7: „Stangenhau“, mit den Abteilungen              |                              |                               |                              |
| 1 „Aspenhäule“                                             | 2 „Vordere Lehmgrube“        | 3 „Hintere Lehmgrube“         | 4 „Vorderes Handbühle“       |
| 5 „Hinteres Handbühle“                                     | 6 „Vorderer Totenweg“        | 7 „Hinterer Totenweg“         | 8 „Vorderer Kismersöhmd“     |
| 9 „Kiesgrube“                                              | 10 „Golpenhau“               | 11 „Trinktrög“                | 12 „Vorderer Rosnaer Fußweg“ |
| 13 „Mittlerer Rosnaer Fußweg“                              | 14 „Hinterer Rosnaer Fußweg“ | 15 „Reifental“                | 16 „Hinterer Kismersöhmdweg“ |
| 17 „Finsterhölze“                                          | 18 „Hinterer Golpenhau“      | 19 „Granertölle“              | 20 „Rappenwinkel“            |
| 21 „Rosnaer Gatter“                                        | 22 „Hochberg“                |                               |                              |
| Distrikt 8: „Burkhardshauser Wald“, mit den Abteilungen    |                              |                               |                              |
| 1 „Vorderer Burkhardshauser“                               | 2 „Hinterer Burkhardshauser“ | 3 „Hardäcker“                 | 4 „Frostloch“                |
| 5 „Gügele“                                                 | 6 „Schatzkammer“             | 7 „Fuchshalde“                | 8 „Fohrenwäldle“             |
| 9 „Hinteres Fohrenwäldle“                                  | 10 „Schauberthau“            | 11 „Hirschsoppen“             | 12 „Gähstich“                |
| 13 „Gmeinertratt“                                          |                              |                               |                              |
| Distrikt 9: „Rosnaer Wald“, mit den Abteilungen            |                              |                               |                              |
| 1 „Vorderes Golpenriedle“                                  | 2 „Hinteres Golpenriedle“    | 3 „Bühlhäule“                 | 4 „Weiherhalde“              |
| 5 „Goldbach“                                               | 6 „Grabhügel“                | 7 „Vorderer Habsthaler Spitz“ | 8 „Kohlhau“                  |
| 9 „Hinterer Habsthaler Spitz“                              | 10 „Kleinerswies“            | 11 „Hinterer Weithart“        | 12 „Vorderer Weithart“       |
| Distrikt 10: „Rulfinger Wald“, mit den Abteilungen         |                              |                               |                              |
| 1 „Gekaufte Wälder“                                        | 2 „Langhau“                  | 3 „Hauser Häule“              | 4 „Vorderer Steighau“        |
| 5 „Hinterer Steighau“                                      | 6 „Vorderes Ameisenhäule“    | 7 „Soppen“                    | 8 „Hinteres Ameisenhäule“    |
| 9 „Roßbühlhau“                                             | 10 „Kohlgrube“               | 11 „Rabatten“                 | 12 „Härdtmösle“              |
| 13 „Weithart“                                              | 14 „Hohe Dohle“              | 15 „Schönenberg“              | 16 „Hintere Bäbeleseich“     |
| 17 „Roßbühlau“                                             | 18 „Weißes Moos“             | 19 „Schwarzes Moos“           | 20 „Vorderes Waldfeld“       |
| 21 „Hinteres Waldfeld“                                     | 22 „Schwarzer Graben“        | 23 „Vorderes Hauser Ösch“     | 24 „Hinteres Hauser Ösch“    |
| 25 „Kronenwirtswies“                                       | 26 „Vordere Anderweite“      | 27 „Hintere Anderweite“       | 28 „Vordere Bäbeleseich“     |
| 29 „Schweingrube“                                          | 30 „Unteres Schwarzes Moos“  | 31 „Levertswiesen“            | 32 „Hauserrücken“            |
| 33 „Finsterhölzle“                                         |                              |                               |                              |
| Ostracher Wald                                             |                              |                               |                              |
| Distrikt 15: „Weithart“, mit den Abteilungen               |                              |                               |                              |
| 1 „Magenbucher Weithart“                                   | 2 „Lausheimer Weithart“      | 3 „Stückle“                   |                              |
| Distrikt 16: „Levertsweiler Weithart“, mit den Abteilungen |                              |                               |                              |
| 1 „Aufgehender“                                            | 2 „Langer Graben“            | 3 „Am Munilager“              | 4 „Amerika“                  |
| Spitalwald Pfullendorf                                     |                              |                               |                              |
| Distrikt XX: „Hochholz“, mit den Abteilungen               |                              |                               |                              |
| 1 „Mösle“                                                  | 2 „Hohholz“                  | 3 „Hürsten“                   | 5 „Lauser Teich“             |
| Stadtwald Pfullendorf                                      |                              |                               |                              |
| Distrikt VII: „Weithart“, mit den Abteilungen              |                              |                               |                              |
| 1 „Beim Schaftrieb“                                        | 2 „Kohlhau“                  | 3 „Am Lauserteichle“          | 4 „Geishalde“                |
| 6 „Lauser Teich“                                           | 7 „Barrochsenhau“            | 8 „Am Spitalholz“             | 9 „Mottschießer Wald“        |
| 10 „Schwäblishauser Wald“                                  |                              |                               |                              |

### Klima
Im Weithart herrscht ein kontinental geprägtes Klima mit hoher Neigung zu Früh- und Spätfrösten. Die mittlere Jahrestemperatur beträgt 7,1 °C, und im Durchschnitt der letzten einhundert Jahre fielen, bedingt durch den Regenschatten der Schwäbischen Alb, nur rund 750 Millimeter Niederschlag im Jahr.

### Gewässer
Der Weithart wird im Norden vom Ablach-, im Westen vom Andelsbach- und im Osten vom Ostrachtal begrenzt.
Zur Ablach wird das Waldgebiet vom Elzenbrühl-, Fohrenhäule-, Goldbuch-, Mittlererweg-, Schwefelgraben und Krauchenwieser Dorfbach, zum Andelsbach vom Semmebach sowie zur Ostrach vom  Fohrenstockgraben entwässert.

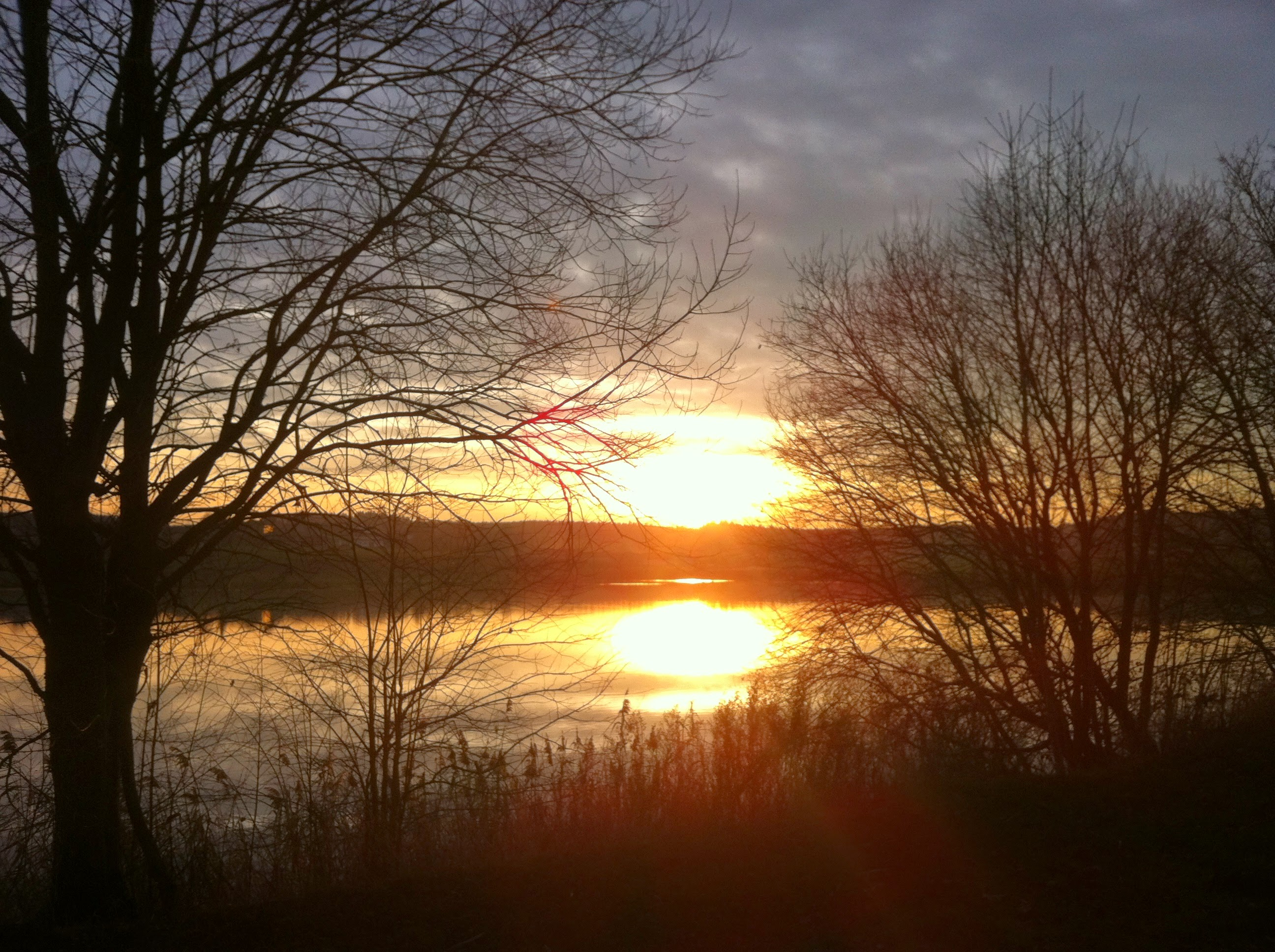
Lausheimer Weiher
Der Lausheimer Weiher am Rande des Weitharts, das einzige Gewässer dieses Typs und dieser Größe in der Umgebung, wurde ursprünglich vom Kloster Habsthal als Fischweiher angelegt. Später trieb die Kraft des Wassers die Mahlgänge der Lausheimer Mühle an.

### Schutzgebiete
Im Norden, zwischen Rulfingen, Rosna und Mengen, ist der Weithart Teil des Naturparks Obere Donau, ein Gebiet mit ökologisch wertvollen, vielfältigen Lebensräumen.
Südwestlich der Kreuzung der Landesstraßen 268 und 286 liegt auf einer Höhe von 642 m ü. NHN das elf Hektar große Naturschutzgebiet „Schwarzes Moos“ (). Wesentlicher Schutzzweck ist die Erhaltung eines Gebietes mit landschaftstypischen und kulturhistorisch bedeutenden Wiesenbiotopen, die als Lebens- und Rückzugsbereich einer artenreichen und gefährdeten Pflanzen- und Tierwelt dienen und ein Relikt des letzten historischen Kompromissplatzes im Weithart sind.
Darüber hinaus sind das Landschaftsschutzgebiet „Lausheimer Weiher“ und im gesamten Gebiet 22 Biotope zum Schutz von Landschaft, Fauna und Flora ausgewiesen.
| Biotope im Bereich des Weitharts Anmerkung zu 'Lage': K = Krauchenwies, M = Mengen, O = Ostrach |                      |      |              |                                                              |
| Name                                                                                            | Schutzgebiet- Nummer | Lage | Größe [ ha ] | Bemerkung                                                    |
| Altholz SW Krauchenwies                                                                         | 279214370304         | K    | 1,0524       | strukturreiches Altholz auf exponiertem Hang                 |
| Bacheschenwald im Ameisenhau SW Rulfingen                                                       | 279214371177         | M    | 1,4068       | Seltene naturnahe Waldgesellschaft                           |
| Bacheschenwald S Rulfingen                                                                      | 279214371175         | M    | 0,3634       | seltene naturnahe Waldgesellschaft                           |
| Buchen-Altholz N Rosna                                                                          | 279214371183         | M    | 0,5688       | seltene naturnahe Waldgesellschaft                           |
| Buchen-Altholz Störenberg N Lausheim                                                            | 280214370362         | O    | 1,0151       | seltene naturnahe Waldgesellschaft                           |
| Buchenwald im Ameisenhau SW Rulfingen                                                           | 279214371184         | M    | 0,8644       | seltene naturnahe Waldgesellschaft                           |
| Buchenwald O Krauchenwies                                                                       | 279214370014         | K    | 5,5683       | seltene naturnahe Waldgesellschaft mit Buchenbaumhölzern     |
| Buchenwald SO Krauchenwies                                                                      | 279214370938         | K    | 1,6019       | seltene naturnahe Waldgesellschaft                           |
| Buchenwälder NW Habstal                                                                         | 280214370361         | O    | 2,4675       | seltene naturnahe Waldgesellschaft                           |
| Erlen-Eschenwald W Rosna                                                                        | 279214370018         | M/O  | 0,4601       | seltene naturnahe Waldgesellschaft in nasser Mulde           |
| Feuchtgebiet W Habsthal                                                                         | 280214370051         | O    | 0,2420       | Moorbereich und Feuchtbiotop                                 |
| Fichten-Moorrandwald SW Magenbuch                                                               | 280214370074         | O    | 10,6308      | seltene naturnahe Waldgesellschaft                           |
| Hochstaudenflur südlich Mengen                                                                  | 179214371761         | M    | 0,1909       | Gebiet von lokaler Bedeutung                                 |
| Quellen und Bach SW Rosna                                                                       | 279214371186         | M/O  | 0,1909       | Quellen und naturnaher Bachabschnitt                         |
| Quellen und Bäche O Rulfingen                                                                   | 279214371171         | M    | 0,2658       | Quellen und anschließende kleine Waldbäche                   |
| Quellwald S Krauchenwies                                                                        | 279214370006         | K    | 1,3096       | seltene naturnahe Waldgesellschaft mit Eschen-Altholz        |
| Röhricht SO Rulfingen                                                                           | 279214371431         | M    | 0,2862       | Moorbereich und Feuchtbiotop                                 |
| Schilfröhricht am Waldrand S Rulfingen                                                          | 179214379047         | M    | 0,0444       | Gebiet von lokaler Bedeutung                                 |
| Seggenried im Tafelweihertal                                                                    | 179214371504         | M    | 0,6181       | Gebiet von lokaler Bedeutung und guter Ausprägung            |
| Tümpel S Krauchenwies                                                                           | 280214370921         | K    | 0,0053       | kleiner Tümpel mit Verlandungsbereichen                      |
| Tümpel Weithart W Rosna                                                                         | 279214371517         | O    | 0,0867       | zwei Stillgewässer                                           |
| Weiher SO Krauchenwies                                                                          | 279214370016         | K    | 0,1608       | um 1950 angelegter Weiher mit Verlandungsbereichen und Insel |

#### Wasserschutzgebiete
Südwestlich von Rosna ist das rund 242 Hektar große Wasserschutzgebiet „Fohrenstock-Kohlhau“ (WSG-Nr-Amt 437.085), nordöstlich von Rulfingen das Wasserschutzgebiet „Messkircher Straße“ (WSG-Nr-Amt 437.014) ausgewiesen. Beide dienen der Sicherung der öffentlichen Wasserversorgung.

## Geschichte

### Hügelgräber
Erste Spuren im Gebiet des heutigen Weitharts fanden sich im Gewann „Fohrenstock“ (). 1854 wurden durch Carl Freiherr von Mayenfisch, seit 1846 Leiter der Fürstlich Hohenzollerischen Sammlungen und der Bibliothek in Sigmaringen, hier drei Grabhügel geöffnet, die Grabbeigaben konnten der späten Hallstattzeit um 500 v. Chr. zugeordnet werden. Weitere zwei Gräber liegen im Grunheimer Holz (), fünf im Stangenhau (/) sowie ein Grab beim Roßbühl ().

### Römerzeit
Die Römer unterwarfen 15 v. Chr. die im Alpenvorland zwischen Bodensee und Inn siedelnde keltische Stämmegruppe der Vindeliker und kultivierten das Gebiet. Zwei Römerstraßen führten durch das Gebiet: eine von Altshausen über Ostrach, Wangen, Bernweiler, Habsthal und Krauchenwies nach Sigmaringen, eine andere, wohl ältere, von Pfullendorf über Mottschieß durch den Weithart nach Mengen.

### Mittelalter
Bis etwa zum 8./12. Jahrhundert blieb der Wald unberührt, erst zu dieser Zeit wurde der Weithart im Zuge der von Donau und Bodensee einsetzenden Besiedlung erschlossen. Zwischen 1200 und 1740 wurde der Weithart gemeinsam benutzt: Brenn- und Bauholznutzung waren die damaligen Hauptnutzungen, Waldweide, Gras-, Streu- und Moosnutzung sowie Köhlerei, Harz- und Rindengewinnung waren die wichtigsten Nebennutzungen.
Aufgrund einer 1948 im „Hirschsoppenmoor“ durchgeführten Pollenanalyse konnte man die Zusammensetzung des Urwaldes bis zum 12. Jahrhundert, das heißt, vor Einflussnahme des Menschen, bestimmen:
| Bäume des Weitharts um 1200                   |        |         |              |        |        |         |             |
| Fichten                                       | Tannen | Kiefern | Σ Nadelbäume | Buchen | Eichen | andere* | Σ Laubbäume |
| 5 %                                           | 3 %    | 23 %    | 31 %         | 13 %   | 9 %    | 47 %    | 69 %        |
| * unter anderem Erlen, Eschen, Weiden, Birken |        |         |              |        |        |         |             |

## Erschließung

### Nutzung

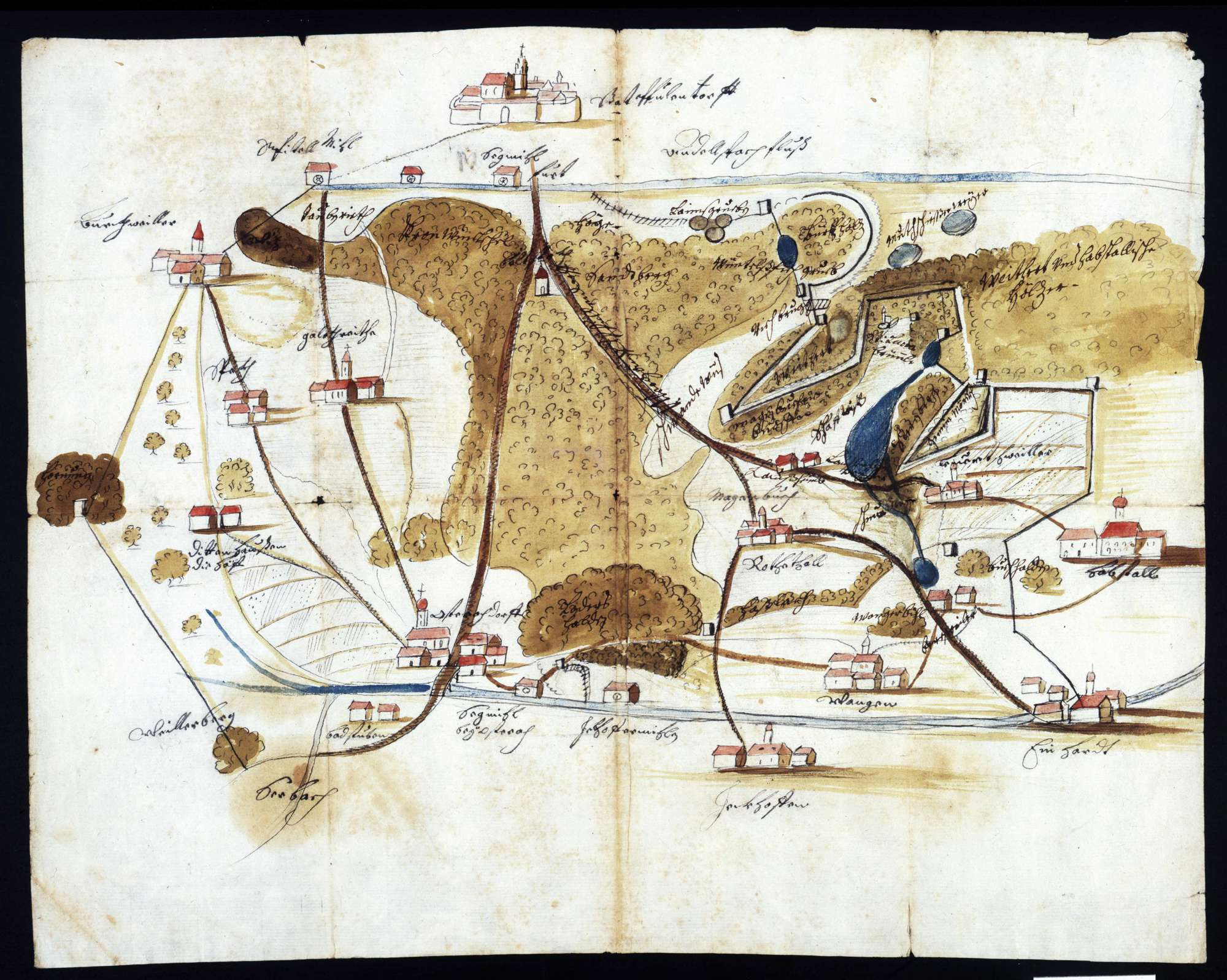
Ein Teil des Weitharts auf einer Karte mit der „Beschreibung des ostrachischen Bezirks“ aus dem Jahr 1697

Die Bewohner Mengens und Pfullendorfs hatten einen sehr großen Brennholzbedarf, von Anfang an griff man auf die Bestände von Rot- und Hainbuche, Birke sowie Esche zu. Die mit 13 Prozent des Urwalds beteiligte Rotbuche war nach zwei- bis dreihundert Jahren weitgehend verschwunden, 1740 wurde sie nicht mehr erwähnt.
Am 30. Mai 1740 wurde der bis dahin gemeinschaftlich genutzte, insgesamt 2374 Jauchert (= 875 Hektar) große Weithart auf die zwei Städte Mengen und Pfullendorf sowie die zehn Anliegergemeinden Habsthal, Hausen, Krauchenwies, Lausheim, Levertsweiler, Magenbuch, Mottschieß, Rosna, Rulfingen und Schwäblishausen nach ihrer Anzahl an Haushaltungen aufgeteilt. Für ihre Gemeinden unterzeichneten die Fürstenhäuser Fürstenberg und Hohenzollern-Sigmaringen, das Kloster Habsthal so wie das Reichsstift Salem den Vertrag und die entsprechende Karte.
| Neuaufteilung des Weitharts vom 30. Mai 1740 Ein Jauchert ist die Fläche, die von einem Ochsen beziehungsweise einem Ochsengespann an einem einzigen Tag gepflügt werden kann. 1 württ. Jauchert ≈ 0,3309 Hektar |                                              |                                              |                                             |                                             |                                             |
| Fürstlich Fürstenbergische Standesherrschaft | Fürstlich Fürstenbergische Standesherrschaft | Fürstlich Fürstenbergische Standesherrschaft | Fürstlich Hohenzollerische Landesherrschaft | Fürstlich Hohenzollerische Landesherrschaft | Fürstlich Hohenzollerische Landesherrschaft |
| Ort | Rauchfänge                                   | Jauchert                                     | Ort                                         | Rauchfänge                                  | Jauchert                                    |
| Schwäblishausen | 43                                           | 92                                           | Krauchenwies                                | 113                                         | 229                                         |
| Stift Salmansweil | 28                                           | 60                                           | Hausen                                      | 87                                          | 187                                         |
| Lausheim | 16                                           | 34                                           | Rulfingen                                   | 73                                          | 157                                         |
| Levertsweiler | 37                                           | 79                                           | Mottschieß                                  | 16                                          | 34                                          |
| Pfullendorf | 336                                          | 721                                          |                                             |                                             |                                             |
| Mengen | 309                                          | 663                                          |                                             |                                             |                                             |
| Kloster Habsthal | 26                                           | 56                                           |                                             |                                             |                                             |
| Rosna | 29                                           | 62                                           | insgesamt                                   | 1.107                                       | 2.374                                       |

| Die Teilung des Weitharts gemäß „Plan Über Den Wald Weithardt, So Abgethaillet worden Ao: 1740“ von 1743 |                                                            |       |      |     |    |                                                        |       |      |     |
| No | Erklerung Der Zitter                                       | Jauch | Vier | Rue | No | Erklerung Der Zitter                                   | Jauch | Vier | Rue |
| 1 | Ein öder blatz am goldtbach                                | 11    | 1    | 47  | 13 | öder blatz gegen hausen                                | 1     | 2    | 97  |
| 2 | Löbl:statt Menger Theill                                   | 662   | 3    | 22  | 14 | Der gemeind Schweblishausen thaill                     | 92    |      | 94  |
| 3 | der gemeindt Ruelfingen thaill                             | 156   | 2    | 24  | 15 | Der gemeindt Mottschieß thaill                         | 34    | 1    | 28  |
| 4 | öder blatz gegen Krauchenwiis                              | 16    |      | 48  | 16 | zu 19, siehe unten                                     |       |      |     |
| 5 | Herrschafft Sigmaringen theill wegen Krauchenwiiser Schloß | 30    |      | 12  | 19 | Löbl: Stadt Pfullendorff Theill                        | 720   | 2    | 88  |
| 6 | Der gemeindt Krauchenwiis thaill                           | 199   | 1    | 94  | 20 | zu 19, siehe oben                                      |       |      |     |
| 7 | öder blatz das herzen Mößle genandt                        | 8     |      | 74  | 17 | öder blatz am Levuentschweiller weeg                   | 2     |      | 91  |
| 8 | öder blatz das schwartze Moß genandt                       | 24    | 3    | 39  | 18 | öder blatz im alt Weyher Teich                         | 3     | 1    | 50  |
| 9 | öder blatz gegen Haabsthall                                | 1     | 1    | 69  | 21 | Der gemeindt Levuentschweiller theill                  | 79    | 1    | 46  |
| 10 | Der gemeindt Roßnau thaill                                 | 62    |      | 82  | 22 | Der gemeindt Laushaim thaill                           | 34    | 1    | 28  |
| 11 | Löbl: gottshaus Haabsthall Thaill                          | 55    | 3    | 8   | 23 | öder blatz im hertle genandt                           | 1     | 3    | 50  |
| 12 | Der gemeindt hausen thaill                                 | 186   | 2    | 26  | 24 | Löbl:gottshaus Sallem (Anmerkung: „und Beteiligungen“) | 79    | 7    | 282 |

„In Anno 1743 haben beede Löbl:statt Pfullendorff und Mengen der gemeindt Krauchenwiis, von Ihren Weithardt antheillen Jede 15. zusammen 30. Jaucherten, Und zwaren die Erste Sub Nro: 15 zwischen der statt Pfullendorff und der gemeindt Mottschieß antheillen. die letztere aber Sub Nro: 6 zwischen der statt Mengen und der gemeindt krauchenwiis antheillen, beede der lengen Nach über Laßen.“

Die im Zusammenhang mit der Aufteilung des Weitharts ergangene Waldordnung enthielt zwar 19 waldschonende Bestimmungen, Ge- und Verbote, doch wurden dem Weithart auch in den folgenden Jahrhunderten – ohne den Holzzuwachs zu kennen – große Holzmengen entnommen, es herrschte der sogenannte Femelbetrieb: man schlug die jeweils stärksten Bäume heraus und plünderte den Wald. Darüber hinaus war der Wald dem von Georgi (23. April) bis zum Katharinentag (25. November) dauernden, ungehinderten Weidebetrieb unterworfen.
Im Zuge der Säkularisation wurden 1803 nach dem Reichsdeputationshauptschluss in Regensburg „alle Güter der Stifte, Abteien und Klöster den entsprechenden Landesherren zur freien Verfügung überlassen“; der Anteil des Klosters Salem am Weithart (22,2 Hektar) ging an das Fürstenhaus Thurn und Taxis, die 20,3 Hektar des Klosters Habsthal wurden dem Haus Hohenzollern-Sigmaringen zugeteilt.
Der Zustand des Weitharts besserte sich durch die Einstellung der Waldweide in Mengen im Jahr 1827 und bis Ende der 1840er Jahre in den anderen Weithartgemeinden, eine erneute Vermessung in den Jahren 1843 bis 1845 sowie die Aufstellung von sogenannten Forsteinrichtungswerken mit Festsetzung der Höhe der Holznutzung nach eingehender Zustandserfassung aufgrund von Zuwachs und Altersaufbau des Waldes.
Nach diversen Grundstückstauschen, Besitzübergängen und Ausstockungen (das Entfernen des Wurzelwerks) im Laufe von rund 150 Jahren brachte die Gemeindereform in den 1970er Jahren die bisher letzte größere Veränderung in den Besitzverhältnissen des Weitharts: Die Weithartanteile von Lausheim und Levertsweiler, Hausen und Krauchenwies, Mengen, Rosna und Rulfingen sowie Pfullendorf, Mottschieß und Schwäblishausen wurden innerhalb des jeweiligen Gesamtgemeindewaldes vereinigt, der jeweilige Waldanteil im Weithart verlor an Bedeutung.
Ende der 1980er Jahre lagen rund 225 Hektar des Pfullendorfer Stadtwalds, ein Drittel des Krauchenwieser Waldes und elf Prozent des Ostracher Gemeindewalds im Weithart. Insgesamt gingen seit Anfang des 19. Jahrhunderts etwa 60 Hektar des Weitharts durch Rodungen für Straßenbau und Bundeswehrgelände sowie Ausstockungen verloren.

#### Kompromissplätze

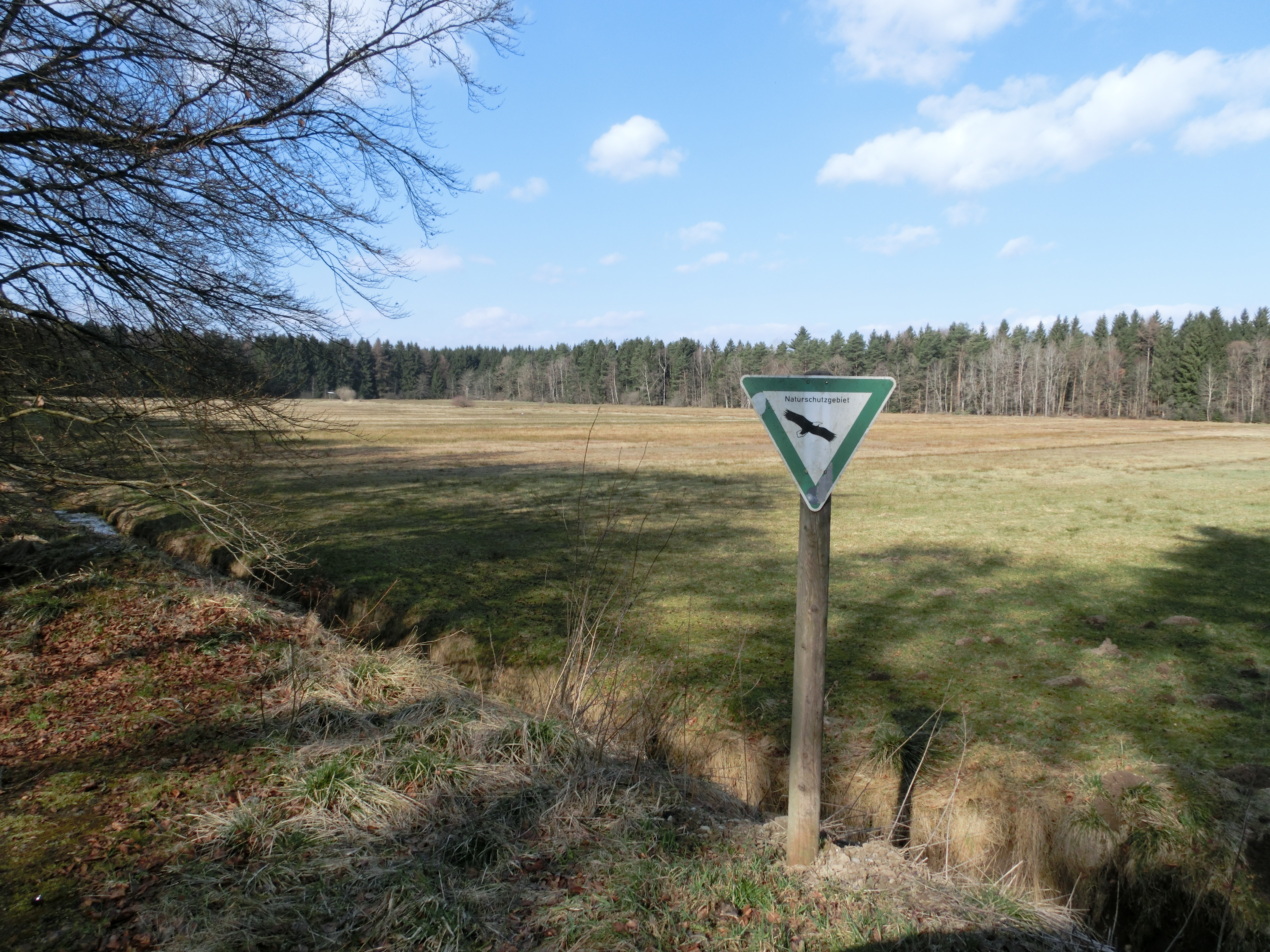
Das Schwarze Moos

Auf der Karte von 1740 sind sogenannte „Öde Plätze“, für Baumbestockung nicht taugliche, waldlose Flächen von insgesamt 74 Jauchert und 15 Ruten (= 27 Hektar), über den ganzen Weithart verteilt ausgewiesen. Sie wurden nicht aufgeteilt und mussten zur gemeinsamen Weidenutzung offen bleiben. Die bisher im gesamten Weithart stattgefundene gemeinsame Weidebenutzung war nun auf diese „Öden Plätze“ oder „Kompromissplätze“ beschränkt. Man erkennt diese Plätze in der Karte als sumpfige, nasse Lagen; auf ihnen haben Nadelbäume Probleme zu wachsen. Ihre Namen wie Im Altweiherteich, Im Herzenmösle und Schwarzes Moos deuten auf ständigen Wassereinfluss hin.
Die Kompromissplätze wurden zwecklos, als zwischen 1820 und 1840 die Waldweide aufgehoben wurde. 1845 wurden sie zum Teil versteigert, an die Gemeinden verkauft und danach zum überwiegenden Teil aufgeforstet. An allen Plätzen finden sich alte Eichen; diese waren bei der Weidenutzung wegen der Eicheln für Futterzwecke sehr wichtig.
Der 16 Jauchert 48 Ruten (etwa sechs Hektar) große „Öde Platz gegen Krauchenwies“ wurde an das Haus Hohenzollern-Sigmaringen sowie die Gemeinden Krauchenwies und Rulfingen verteilt. Lange Zeit wurde der Platz von der Gemeinde Krauchenwies als Kadaverplatz und Fäkaliengrube benutzt. Im Volksmund wurden die ehemaligen Tongruben, weil hier unter anderem Pferdekadaver vergraben wurden, „Roßhimmel“ genannt.
Mit Ausnahme des rund 25 Jauchert (rund zehn Hektar) großen Schwarzen Mooses waren 1881 alle Kompromissplätze aufgeforstet.
Im öden Platz „Herzenmösle“ wurde von der Gemeinde Krauchenwies eine landschaftlich reizvolle Wasserfläche gestaltet.

### Straßen
Die im Abschnitt „Römerzeit“ erwähnte Straße durch den Weithart wurde 1776 unter Maria Theresia – das Gebiet des Weithart gehörte damals zu Vorderösterreich – neu ausgebaut; heute führt sie als Landesstraße 268 von Pfullendorf über Mottschieß nach Mengen. Neben der von Habsthal nach Krauchenwies verlaufenden Landesstraße 286 führen auch die drei Kreisstraßen 8239 (Hausen am Andelsbach – Rulfingen), 8240 (Rulfingen – Rosna – Habsthal – Levertsweiler – Lausheim) und 8242 (Lausheim – Mottschieß) durch den Weithart.

### Wanderwege
Neben einigen von den Anliegergemeinden ausgeschilderten lokalen Wanderwegen führen auch der Habsthaler Jakobsweg, Teilabschnitt der Via Beuronensis von Bad Saulgau über Habsthal nach Pfullendorf, sowie die Schleifen „2“ und „3“ des Oberschwäbischen Pilgerwegs durch den Weithart.
Ab dem „Wanderparkplatz Aspenhäule“ () führen zwei ausgeschilderte Jogging-/Walking-Runden von 3,8 und 7,3 Kilometer Länge durch den Mengener Wald.

## Flora und Fauna

### Flora
Folgende, teils schützenswerte Pflanzen sind im Weithart erfasst:
- Birkengewächse (Betulaceae)
  - Grau-Erle oder Weiß-Erle (Alnus incana); im Biotop „Quellen und Bäche O Rulfingen“
  - Hainbuche (Carpinus betulus), auch Weißbuche, Hagebuche oder Hornbaum genannt; Baum des Jahres 1996
  - Hänge-Birke (Betula pendula), auch Sand-, Weiß- oder Warzenbirke genannt; unter anderem im Biotop „Weiher SO Krauchenwies“
  - Moor-Birke (Betula pubescens), auch Haar-, Besen-, Glas- oder Behaarte Birke genannt; im Biotop „Feuchtgebiet W Habsthal“
  - Schwarz-Erle (Alnus glutinosa); im Biotop „Quellwald S Krauchenwies“
- Buchengewächse (Fagaceae)
  - Rotbuche (Fagus sylvatica); Baum des Jahres 1990
  - Stieleiche (Quercus robur), auch Sommereiche oder Deutsche Eiche genannt; Baum des Jahres 1989
  - Traubeneiche (Quercus petraea); im Biotop „Buchenwald O Krauchenwies“
- Kieferngewächse (Pinaceae)
  - Gemeine Fichte (Picea abies), auch Gewöhnliche Fichte, Rotfichte oder Rottanne genannt
  - Grüne Douglasie (Pseudotsuga menziesii (Mirbel) Franco var. menziesii); im Biotop „Buchenwald O Krauchenwies“
  - Waldkiefer (Pinus sylvestris), auch Gemeine Kiefer, Rotföhre, Weißkiefer oder Forche genannt
  - Weiß-Tanne (Abies alba)
- Ölbaumgewächse (Oleaceae)
  - Gemeine Esche, Gewöhnliche Esche oder Hohe Esche (Fraxinus excelsior); im Biotop „Quellwald S Krauchenwies“
- Rosengewächse (Rosaceae)
  - Vogelbeere, gemeinsprachlich häufiger die Eberesche oder der Vogelbeerbaum (Sorbus aucuparia)
- Seifenbaumgewächse (Sapindaceae)
  - Berg-Ahorn (Acer pseudoplatanus); unter anderem in den Biotopen „Quellwald S Krauchenwies“ und „Buchenwald O Krauchenwies“
- Ulmengewächse (Ulmaceae)
  - Feldulme (Ulmus minor) oder Iper; im Biotop „Quellen und Bäche O Rulfingen“
- Weidengewächse (Salicaceae)
  - Asch-Weide (Salix cinerea), auch Grau-Weide genannt; im Biotop „Seggenried im Tafelweihertal“
  - Bruch-Weide (Salix fragilis), auch Knack-Weide; im Biotop „Feuchtgebiet W Habsthal“
  - Espe, Aspe oder Zitterpappel (Populus tremula); unter anderem in den Biotopen „Altholz SW Krauchenwies“ und „Buchenwälder NW Habstal“
  - Ohr-Weide, Öhrchen- oder Salbei-Weide (Salix aurita); im Biotop „Feuchtgebiet W Habsthal“
  - Purpur-Weide (Salix purpurea); im Biotop „Hochstaudenflur südlich Mengen“
  - Sal-Weide (Salix caprea); im Biotop „Altholz SW Krauchenwies“

### Fauna

#### Amphibien
- Unken und Barbourfrösche (Bombinatoridae)
  - Gelbbauchunke (Bombina variegata), auch Bergunke genannt; Lurch des Jahres 2014
- Echte Frösche
  - Grasfrosch (Rana temporaria)
  - Teichfrosch (Pelophylax „esculentus“)
- Echte Salamander
  - Bergmolch oder Alpenmolch (Ichthyosaura alpestris)
  - Teichmolch  (Lissotriton vulgaris); Lurch des Jahres 2010

#### Insekten
- Heuschrecken (Orthoptera)
  - Sumpfgrashüpfer (Chorthippus montanus); im „Schwarzen Moos“
  - Sumpfschrecke (Stethophyma grossum); im „Schwarzen Moos“
- Libellen (Odonata)
  - Blaugrüne Mosaikjungfer (Aeshna cyanea); im Biotop „Tümpel Weithart W Rosna“; Libelle des Jahres 2012
- Schmetterlinge (Lepidoptera)
  - Brauner Feuerfalter (Lycaena tityrus), auch Schwefelvögelchen genannt; im „Schwarzen Moos“
  - Rotklee-Bläuling (Polyommatus semiargus); im „Schwarzen Moos“
- Wanzen (Heteroptera): Rückenschwimmer und Wasserläufer; im Biotop „Tümpel Weithart W Rosna“

#### Reptilien
- Nattern (Colubridae)
  - Ringelnatter (Natrix natrix)
- Schleichen (Anguidae)
  - Blindschleiche (Anguis fragilis)

#### Säugetiere
Schon 1776/77 wurde in großen Treibjagden versucht, die großen Schaden anrichtenden Wildschweine auszurotten, lebend gefangene Tiere wurden in den Wildpark Josefslust gebracht, doch hat sich das Schwarzwild bis heute als sehr überlegen erwiesen. Der Weithart hat neben Wildschweinen heute einen großen Bestand an Dachs, Eichhörnchen, Rotfuchs, Hase, Iltis, Marder, Reh und Wiesel.

#### Vögel
Neben Eulen und Käuzen, Schnepfen (Scolopacidae), Spechten (Picidae) und Tauben (Columbidae) sind folgende Arten erfasst:
- Grasmückenartige (Sylviidae)
  - Feldschwirl (Locustella naevia), unter anderem im Biotop „Seggenried im Tafelweihertal“
- Habichtartige (Accipitridae)
  - Habicht (Accipiter gentilis); Vogel des Jahres 2015
  - Mäusebussard (Buteo buteo)
  - Rotmilan (Milvus milvus), auch Gabel- oder Königsweihe genannt; Vogel des Jahres 2000
- Rabenvögel (Corvidae)
  - Dohle (Corvus monedula); Vogel des Jahres 2012
  - Eichelhäher (Garrulus glandarius)
  - Elster (Pica pica)

## Sagen
Jahrhunderte alt sind die Sagen um den Weithart. Im Bewusstsein der Menschen leben sie weiter, wenn auch vielfach undeutlich und verschwommen. Dass sie dargeboten werden können, ist nicht zuletzt dem verstorbenen Pater Benedikt Hänggi von Habsthal, dem „Waldbruder vom Weithart“ zu verdanken, der gerne von den Spukgestalten seines Waldes erzählte und auch einige Aufzeichnungen über die Weithart-Sagen hinterlassen hat.

Da wird neben Burggeistern vom Hausener Hölzle, dem bösen Gügele-Weib von Rulfingen, der Goldigen Henne, ein Zaubervogel, der gold- und geldgierige Menschen in seinen Bann lockte, dem Hölzle-Geist, der Hexe Weithart-Weible und dem Kraner-Geist sowie dem Roten Hans von Mottschieß und dem Schwarzen Vere auch von einem Verzauberten Nonnenkloster erzählt. – Einige dieser Figuren spielen heute eine zentrale Rolle in der schwäbisch-alemannischen Fastnacht der umliegenden Orte.

### Die Burggeister vom Hausener Hölzle
„Beim „Weißen Kreuz“ aber wandeln still und ernst, seltsame Worte lispelnd, die „ B u r g g e i s t e r  v o m  H a u s e n e r  H ö l z l e “ umher. Ritterfräulein und Schloßherrn sind's, die in Bittelschieß auf hoher Burg gesessen haben und, ohne ihre Seelenangelegenheit ins reine gebracht zu haben, von einem jähen Tode überrascht wurden. Die guten Wünsche der Wanderer, die beim „Weißen Kreuz“ vorbeigehen, verhelfen ihnen mit der Zeit zur vollen Seelenruhe.“

### Die Goldige Henne und das Weithart-Weible
„Drinnen aber im tieferen Waldgrund gackert alle Nacht um 12 Uhr die „ G o l d i g e  H e n n e “, die eben auch „goldige Eier“ legt. In wahrer Zauberpracht leuchtet ihr Gefieder, und wer sie oder nur eines ihrer Eier erwischen könnte, wäre in einer Nacht reicher als der reichste Mann der Welt. Daß aber keines von beiden sein darf, dafür sorgt das „ W e i t h a r t - W e i b l e “, das immer beim Herannahen eines Menschen die Eier wegnimmt und das Wunderhuhn verscheucht. Das Weithart-Weible ist im Volksmund ein altes, wüstes, buckliges, runzeliges Weiblein mit schlampigem, zerrissenem Rock – so eine leihhaftige Hexe. Es krustet im Hochholz und in den ausgeforsteten Beständen herum und ist sofort zur Stelle, wenn sich einer verirrt hat, ihm dienstbeflissen den „rechten“ Weg zu zeigen. Schlägt er ihn dann ein, so gellt bald hinter ihm das schadenfrohe Gelächter der alten Hexe, und der Wanderer ist erst recht verwirrt.“

### Das Verzauberte Nonnenkloster
„Ungleich lieblicher jedoch als das Spottecho des verlogenen Weibleins tönen mitten im nördlichen Weithart zur Geisterstunde an den Vierfesten des Kirchenjahres die unendlich süßen, ja himmlischen Melodien des Chorgesanges vom „ V e r z a u b e r t e n  N o n n e n k l o s t e r “ mit Orgelton und Glockenklang uns ans Ohr. In den Weithart nämlich versetzt der Volksmund ein Kloster, das schon in den Anfängen der ersten christlichen Zeiten bestanden hätte. Die Hunnen wollten bei ihren Einfällen das Kloster verwüsten. Als sie jedoch wähnten, vor dessen Pforten zu sein, standen sie vor einer öden Waldwiese, hörten aber wie aus weiter Ferne das Geläute der Klosterglocken und den zauberhaften Gesang der Nonnen. Und fort tönt das Klingen und Singen noch in den Vierfestnächten bis zum jüngsten Tage.“

### Der Hölzle-Geist
„Das Zaunhölzle, ein zwischen Hausen und Krauchenwies nach Westen sich erstreckender Ausläufer des Weithart, ist der Waldbereich, in dem der „ H ö l z l e - G e i s t “ sein Unwesen treibt. In seiner wahren Gestalt hat ihn noch niemand gesehen, aber wenn er plötzlich nachts in der Stille des Waldes mit unheimlichen Geräuschen im Knacken und Knistern dürren Reisigs oder mit einem aus den Gründen des Waldes kommenden wehen Gestöhn seine Nähe anzeigt, oder wenn er gar lautlos als schreckerregendes Schattengespenst den mitternächtigen Heimkehrer hartnäckig und gruselig verfolgt und umschwebt, dann beschleunigt der Wanderer seine Schritte, um herzklopfend und bebend seinem unheilvollen Bannkreis zu entkommen.“

### Das Gügele-Weib
„Auf dem Gügele, einem dem Weithart bei Rulfingen vorgelagerten Berg, haust das böse „ G ü g e l e - W e i b “, das nicht nur den Rulfingern Schrecken einjagt, sondern von seinem Hexensitz aus bis tief in den Weithart hinein Angst und Gruseln verbreitet. In alter Zeit habe im Gügele-Schloss das heimtückische Burgweib seine ihm bös gesinnten Untertanen gefangen gehalten, von deren Todesstöhnen die unterirdischen Gemächer widerhallten. Die blutdürstige Alte habe einst die Hunnen auf das Dorf gehetzt, das sich damals unmittelbar an die Abhänge des Gügeleberges und an die Schlossmauern des verwünschten Felsennestes angelehnt haben soll. Das gefürchtete Weib sei sehr alt geworden. Später sei ein edler litter namens Rudoif gekommen, der dem Unwesen der Alten den Bann angelegt, dem aus der heidnischen Zeit verhetzten Dorf Schutz gebracht und diesem seinen ruhmreichen Namen Rudolf ingen gegeben habe. Endgültig Ruhe vor den Umtrieben der Hexe aber gab es erst, als die Glaubensboten des Hl. Gallus in Oberschwaben den christlichen Glauben predigten und die heidnischen Opferstätten in der Umgebung zerstörten. Als es zum ersten Male in der Muittergotteskirche zu Ennetach zur Hl. Wandlung läutete, hat sich die alte Hexe auf der Gügeleburg verzweifelt ins Schwert gestürzt. In der darauffolgenden Nacht aber hat's einen furchtbaren Krach gegeben, und das stolze Schloss versank in den Berg. Aus dem im Solde des bösen Geistes stehenden Burgweib auf dem verschütteten Schloss aber machte der Volksglaube später sich das „Gügele-Weible“ zurecht, das heute noch nicht vergessen ist und als böser Geist in Flur und Wald sein Unweser treibt. Es verscheucht, immer noch vom Haß gegen die Christeimenschen besessen, den Jägern das Wild, beschwört von Zielfingen her die Hagelwetter heran, kann aber nichts ausrichten, wenn die Wetterglocke der Pfarrkirche in Rulfingen geläutet wird. Einen Ingrimm hat es besonders gegen die aus der Taufe gehobenen unschuldigen Kinder und möchte sie um jeden Preis verhexen oder ihnen eine Krankheit anhängen. In der Hl. Nacht vor Weihnachten und am Karfreitag zur Mitternacht könnte's Gügele-Weib le erlöst werden, würde eine fromme Maid droben im Waldesdunkel des Weithart sich einfinden und auf einen ihr ins Ohr dringenden kläglichen Jammerruf das Herz haben und antworten: „Alle guten Geister loben den Herrn.“ Aber noch ist keine Maid gekommen, und den ledigen Burschen, die sich vor mehr als 100 Jahren verabredeten, das Gügele-Weiole im Wald aufzuspüren ist das Herz in die Hosen gefallen, als sie bei ihrer Streife durch den Weithart ein unheimliches Gepolter wahrnahmen und plötzlich den feurigen Augen eines großen, schwarzen Hundes gegenüberstanden. So muß das Gügele-Weible eben noch 's Gügeie-Weibie bleiben, und sein Geist wird auch bei den kommenden Geschlechtern ein Spukgeist sein.“

### Das Muotisheer
„Zur Advents- und Fastenzeit wie auch nicht ungern um Lichtmeß herum braust, von Sigmaringendorf kommend, in gewaltigem Sturm das „ M u o t i s h e e r “ (Wodansheer) durch die Lüfte über Rulfingen hinweg dem Weithart zu. Da haben die Hexen ihren richtigen Hexensabbat. Sie reiten durchs Kamin auf dem Besen mit und versammeln sich auf den Waldwiesen des Weithart und in abgegangenen Kiesgruben, wo die Hexen des ganzen Abiachstriches vom leibhaftigen Gottseibeiuns ihre Weisungen entgegennehmen.“

### Der Rote Hans, ein Weithart-Räuber
„Ungefähr nach einem halbstündigen Marsche auf dei waldesstilien, durch Kaiserin Maria Theresia angelegten Weithartstraße Mengen-Ueberlingen gelangt man vom „Schrettele-Boden“ zur zweiten Straßenkreuzung vor Habsthal. Dort stand einst rechts an der Straße Habsthai-Krauchenwies einige hundert Schritte vom Wegweiser entfernt im Tannendunkel ein rotangestrichenes Biidstöckle mit der Jahreszahl 1800. Es ist der Sterbeort des „ R o t e n  H a n s “ von Mottschieß. Unweit davon haben in der vorletzten Jahrhundertwende auch etliche bei den Neb engefechten der Schlacht von Ostrach gefallenen Franzosen ihre letzte Huhe gefunden. Das Marterle war ein roher Eichenpfahl, in dessen Haupt ein Bild der Muttergottes mit dem Jesuskind eingelegt wurde. Rotgefaßt hat man es dann erst im Jahre 1818, als dort der „Rote Hans“, einer der letzten Weitharträuber, von der Kugel des gegen -eine Angriffe sich verteidigenden Försters Wanner aus Habsthal getroffen, den tragischen Tod fand. Das Gedenktäfelchen ist heute an einer Eiche angebracht. Das Schattenbild des Roten Hans mußte aber noch lange als eine Männergestalt mit einem schwarzen, breitrandigen Hut, die beiden Hände an die in ein grünes Wams gehüllte Brust gedrückt, im Weithart, im besonderen im Umkreis der „Hohen Dohle“ umgehen.“

### Der Kraner Geist
„Die Walddickichte um die drei Straßenkreuzungen im nördlichen Weithart zwischen Rulfingen und Rosna, an der Kreuzung Pfullendorf-Mengen und Krauchenwies-Habsthal und beim Weißen Kreuz zwischen Hausen und Rulfingen sind verrufene Orte. Am Kreuzweg zwischen Rulfingen und Rosna ist's nicht geheuer. In dem mit Eichen untermischten Tannenschlag geht ein „ K r a n e r  G e i s t “ um, der vor vielen, vielen Jahren aus dem Ungarland her auf den Hausierhandel kam und dort im abgeschiedenen Dickicht vom Tode plötzlich überrascht wurde, nachdem er im Wirtshaus zu Rosna kurz zuvor entsetzliche Gotteslästerungen ausgestoßen hatte. Reuevoll aber habe er die arme Seele ausgehaucht. Als dunkelschwarze Gestalt muß er dort wandeln; keuchend, als hätte er noch die Last einer Tragkiste zu schleppen, begibt er sich zur Mitternachtsstunde über die Straße gegen den Wegweiser. Nächtlichen Wanderern sei er schon in den Weg gelaufen. Wer am hl. Blutfreitag nachts 12 Uhr den zum Wegzeiger aufschauenden „Geist“ frägt, wohin er wolle, der hat ihn erlöst. Einige Minuten vom „Kraner-Geist“ waldeinwärts stand einst still und einsam die Mengener Köhlerhütte. Waren die
Meiler dort abgebrannt und hatten die fleißigen, rußgeschwärzten Mannen ihre Kohlen wegbefördert, so blieb die Obdachhütte ihrem Schicksal überlassen, bis ein neuer Brand gerichtet ward. Dann war die Hütte und ist heute noch der Platz, wo sie gestanden, der nächtliche Unterschlupf von allen Schrettele, Kobolden und Wichtlein, die sich dort vom Fürsten der Finsternis, der auf glühendem Throne sitzt, ihre Anweisungen holen. Sie gehen dahin, bestimmte Häuser heimzusuchen und in den Ställen Unheil zu stiften. Wer aber auf dem Querbalken über der Haustüre die Zeichen der Heiligen Drei Könige mit einer am Dreikönigsfest geweihten Kreide anbringt, dessen Hauswesen vermag weder die gefährlichste Hexe noch das nichtswürdigste Wichtlein schadend beizukommen.“

### Der Schwarze Vere
„Ungleich kritischer und furchterregender aber ist der große, schwarze Hund mit den Feueraugen, der sich in der „Schweinsgrube“ heimtreibt und seinen nächtlichen Strich selbst über den Roßbühlhau bis hart an die letzten Bäume vom Steigenhau herab beschreibt. In diesem Phantasiebild lebt der „ S c h w a r z e  V e r e “, der Anführer einer berüchtigten Räuberbande, bis zur Stunde noch im Sagenkreis des Weithart. (…) Mit seinem bürgerlichen Namen hat der Vere, ein hochgewachsener, kräftiger Mann mit rabenschwarzem, lockigem Haar und blitzenden Augen, Xaver Hohenleiter geheißen, gebürtig war er aus Rommelsried in Bayern. Zu seinen ihm verschworenen Spießgesellen zählten neben dem Roten Hans 6 männliche und wenig mehr weibliche Personen: der schöne Fritz, sein Bruder Urle, der einäugige Fidele, der Baste, der Condéer und das Rommelshauser Schneiderle. Stattlich war auch das schöne Geschlecht vertreten: die Günzburger Sephe, die Resel, die schwarze Agath, die Sephe, die Agnes und Kreszenz Gebhard und Ottil von Seekirch. Dazu kam noch eine Alte, die Mutter der Agnes, Kreszenz und Agath, genannt die „Dreckete Mutter“. Vere, ein abgefeimter und überlegener Spitzbube, hielt die Führung der Bande in fester Hand. (…) Er muß wohl dort umgehen, weil er ein verstockter Sünder geblieben ist, bis ihn nach seiner endlichen Gefangennahme im Ehinger Torturm zu Biberach bei einem Gewitter im Hochsommer 1819 der Blitz erschlagen hat.“

## Sonstiges

### Munitionslager Mottschieß

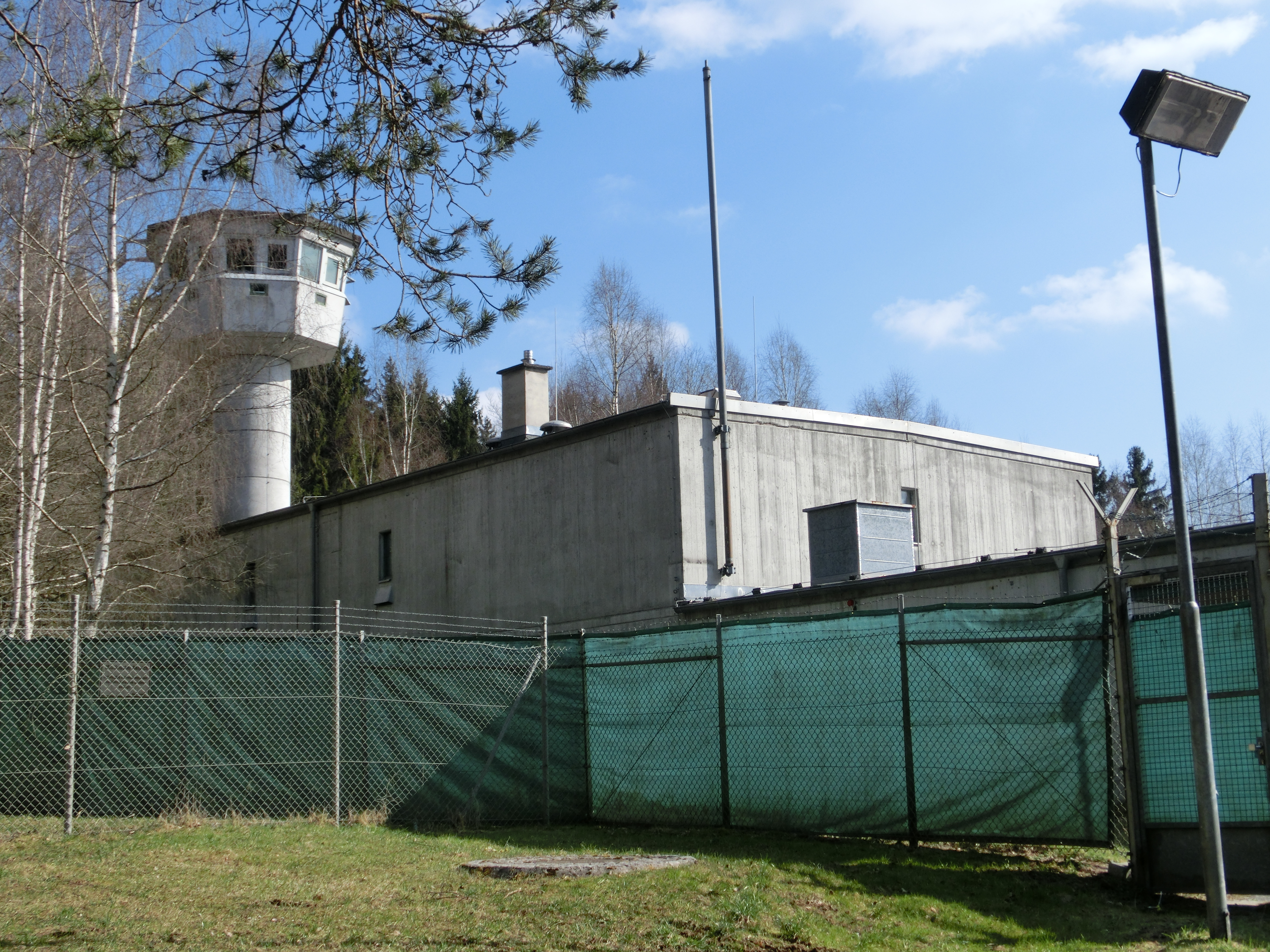
Eingangsbereich des Lagers mit Sichtschutzzaun und Wachturm

Nordöstlich von Mottschieß und westlich von Levertsweiler befindet sich das  ehemalige Munitionslager Mottschieß. In dem eingezäunten Gelände mit Gebäuden, Wachtürmen und Lagerhallen wurden während des Kalten Kriegs unter anderem nukleare Sprengköpfe gelagert.